# دسر ایرانی
دسر، میوه یا شیرینی است که بعد از غذا می‌خورند.
مانند: باقلوا، باسلق، انواع حلوا و تر حلوا، قیماق رشتی، زولبیا و بامیه، کلوچه، کماج، انگشت پیچ، نان اگردک...

## مسقطی
مسقطی از انواع دسرهای ایرانی است. در تهیه آن از نشاسته، شکر، کره، هل و گلاب مغز پسته کوبیده یا بادام خلال کرده بکاربرده می‌شود.

### طرز تهیه مسقطی
نشاسته را در آب سرد حل می‌کنند سپس از صافی می‌گذرانند و نیم ساعت روی آتش ملایم می‌جوشانند. سپس شکر را اضافه می‌کنند و هم می‌زنند تا نشاسته سفت شود. هل و گلاب را اضافه می‌کنند و هم می‌زنند. سپس کَره سفت را اضافه می‌کنند و پس از ۵–۶ دقیقه از روی آتش برمی‌دارند. مسقطی آماده را در یک کاسه یا چند پیاله می‌ریزند تا سرد شود. سپس روی آن را با مغز پستهٔ کوبیده یا خلال بادام آرایش می‌کنند و در یخچال می‌گذارند تا سرد شود.

## مسقطی جنوب
این مسقطی طلایی رنگ در قرن گذشته از بندر مسقط به شهرهای جنوبی ایران می‌آمد. کیفیت این مسقطی به روغن آن بستگی دارد که در گذشته روغن زرد اعلا بود و امروز روغن گیاهی یا ترکیبی از روغن زرد و گیاهی یا کره است. برای به عمل آمدن مسقطی مایهٔ آن را دو ساعت با کاردک چوبی زیرو رو می‌کنند تا سفت شود.
در تهیه آن از نشاسته، شکر، کره آب کرده، زعفران ساییده و هل و گلاب استفاده می‌شود.

### طرز تهیه مسقطی جنوب
نشاسته را در آب سرد حل می‌کنند سپس از صافی می‌گذرانند و نیم ساعت روی آتش ملایم می‌جوشانند. با کاردک چوبی هم می‌زنند تا نشاسته سفت شود. سپس هل و گلاب با زعفران حل شده در آب داغ را آنقدر اضافه می‌کنند تا مایه رنگ زرد قوی بگیرد. شکر را اضافه می‌کنند و هم می‌زنند تا حل شود. سپس کَره را اضافه می‌کنند و هم می‌زنند تا مایه سفت و بلوری شود و روغن پس بدهد. پس از آن که مسقطی نیمی از روغن خود را پس داد و رنگ آن کهربایی شد برمی‌دارند و در ظرف درداری می‌ریزند تا خنک شودو روی آن را با خلال بادام آرایش می‌کنند.

## یخ‌دربهشت
یخ‌دربهشت از انواع دسرهای ایرانی است که در تهیه آن از آردبرنج استفاده می‌شود. شکر، شیر، هل و گلاب، مغز پسته کوبیده و زعفران ساییده مواد لازم برای تهیه آن است.

### طرز تهیه یخ‌دربهشت
آردبرنج را در آب سرد حل می‌کنند سپس از صافی می‌گذرانند و نیم ساعت روی آتش ملایم می‌جوشانند. با کاردک چوبی هم می‌زنند. سپس شیر را اضافه می‌کنند و ۱۵ دقیقه دیگر می‌پزند. شکر و هل و گلاب اضافه می‌کنند و هم می‌زنند تا حل شود. وقتی که مایه سفت شد آن را برمی‌دارند و در یک ظرف تخت یا چند پیاله می‌ریزند تا خنک شود. سپس روی آن را با مغز پسته کوبیده و محلول زعفران آرایش می‌کنند و در یخچال می‌گذارند تا ببندد. گاهی یخ‌دربهشت را زرد درست می‌کنند، برای این کار زعفران را با شکر و گلاب یه آن می‌زنند.

## رویَخی
رویَخی نوعی دسر شیرین و سرد است که تا چند دههٔ پیش مانند بستنی و پالوده در خیابان بفروش می‌رسید. از این جهت رویَخی می‌نامند چون آن را در سینی‌های کوچک روی یخ می‌گذاشتند تا سرد شود و هنگام خوردن شربت غلیظ و هل و گلاب روی آن می‌ریختند. در تهیه آن از آردبرنج، نشاسته، شیر، شیرۀ انگور و هل و گلاب استفاده می‌شود.

### طرز تهیه رویَخی
آردبرنج و نشاسته را در آب سرد حل می‌کنند سپس از صافی می‌گذرانند و نیم ساعت روی آتش ملایم می‌جوشانند تا حجم آن به یک دوم برسد. سپس شیر را اضافه می‌کنند و ۱۵ دقیقه دیگر می‌جوشانند تا مایه غلیظ شود، به طوری که اگر یک قاشق از آن را در بشقاب سرد بریزند می‌بندد. این مایه را به صورت لایهٔ نازکی در چند بشقاب تخت می‌ریزند و پس از خنک شدن در یخچال می‌گذارند. قبل از خوردن روی آن شیره و هل و گلاب می‌پاشند. به جای شیره، هر نوع شربت یا شهد مربا می‌توان استفاده کرد.

## محلبی
محلبی مهلبی (یونانی: Μαχαλλεπί (Mahallepi)‎، به خاستگاه ایران:  نوعی کاستارد گفته می‌شود. یک نوع دسر است که ماده اصلی آن را شیر تشکیل می‌دهد. شیر با اضافه کردن پودر برنج یا پودر ذرت غلیظ شده و سپس روی آن با یک شیره شیرین پوشانده می‌شود.[۵] در شهر همدان مَلابی گفته میشود. 

### طرز تهیه محلبی[۹]
آرد برنج
۳/۴ پیمانه
نشاسته ذرت
۱/۴ پیمانه
شکر، شکر قهوه‌ای 
۱.۵ پیمانه
آب
۱ پیمانه
شیر
۷ پیمانه
گلاب
۱/۲ پیمانه
خلال پسته
به مقدار لازم
کلمات کلیدی
درجه سختی
زمان تهیه ۳۰
دقیقه
زمان پخت ۶۰
دقیقه
۱
ابتدا آرد برنج، نشاسته ذرت و آب را در كاسه‌ای مخلوط می‌كنیم تا كاملا گلوله‌های آرد و نشاسته در آب باز شود.
۲
شیر و شكر را در قابلمه‌ای ریخته، روی حرارت ملایم قرار داده تا شكر در شیر حل شود.
۳
آن را مرتب هم میزنیم و پس از حل شدن شكر در شیر، محلول آرد و نشاسته را به مواد افزوده و به هم‌زدن ادامه می‌دهیم تا كاملا محلبی غلیظ شود.
۴
حرارت را خاموش كرده، گلاب را اضافه كرده و مخلوط می‌كنیم. محلبی را در كاسه‌های یك‌ نفره یا ظرف مورد نظر ریخته و تا زمان سرو در یخچال خنك می‌كنیم و قبل از سرو با خلال پسته، دارچین یا میوه دسر را تزیین میکنیم، همچنین میتوان از زعفران استفاده کرد[۸]

## رنگینک
رنگینک را باید با رطب منطقه دشتستان بوشهر یا خوزستان یا رطب بم درست می‌کنند. خرمای سفت برای رنگینک مناسب نیست. برای تهیه آن به رطب، مغز گردو، پودر شکر، آرد، کره، روغن و دارچین ساییده شده احتیاج است.

### طرز تهیه رنگینک
هسته و کلاهک خرما را جدا می‌کنند و به جای آن مغز گردو می‌گذارند. خرما را در بشقاب تخت رو به بالا می‌چینند و حاشیه بشقاب را خالی می‌گذارند. آرد و روغن را در تابه روی آتش ملایم با کاردک چوبی هم می‌زنند تا آرد به رنگ قهوه‌ای روشن درآید. سپس کره سفت را اضافه می‌کنند و هم می‌زنند و برمی‌دارند. آرد و روغن داغ را روی خرما می‌ریزند و روی آن را صاف می‌کنند تا روی خرما را بپوشاند. سپس پودر شکر را روی آن می‌پاشند. روی رنگینک پودر دارچین می‌ریزند و پس از خنک شدن در یخچال نگه‌داری می‌کنند.

## شله‌زرد
شله‌زرد را با برنج ایرانی و شکر و گلاب و کره و دارچین و زعفران ساییده درست می‌کنند.

### طرز تهیه شله‌زرد
برنج را با آب و کمی نمک روی آتش می‌گذارند تا بجوشد و آب برنج غلیظ شود و دانه‌های برنج حالت بلوری پیدا کنند. در ابتدای پخت کمی زعفران اضافه می‌کنند تا مغز برنج رنگ بگیرد. سپس شکر را اضافه می‌کنند و مرتب هم می‌زنند. زعفران را در آب داغ حل می‌کنند و کم‌کم به شله اضافه می‌کنند. سپس گلاب اضافه می‌کنند. در آخر کره اضافه می‌کنند و در دیگ را می‌گذارند تا شله حدود یک ساعت روی شعله بسیار کم بپزد و دم بکشد. شله را در ظرف می‌ریزند و پس از خنک شدن با دارچین، خلال بادام و پسته تزیین می‌کنند و در یخچال می‌گذارند تا خنک شود. گاهی مقداری خلال بادام در داخل شله‌زرد نیز می‌ریزند.

## کاچی
کاچی را با آرد، شکر، گلاب، کره، روغن و زعفران درست می‌کنند. در گذشته با روغن حیوانی فراوان تهیه می‌شد. کاچی را با آرد برنج نیز درست می‌کنند.

### طرز تهیه کاچی
شکر و گلاب را در آب داغ حل می‌کنند. آرد و روغن را در تابه می‌ریزند و روی آتش ملایم با کادرک چوبی هم می‌زنند تا به رنگ طلایی روشن درآید. کره را اضافه کرده و بعدشیرهٔ شکر را کم‌کم اضافه می‌کنند و هم می‌زنند تا کاچی صاف شود. زعفران را با کمی آب داغ حل می‌کنند و در کاچی می‌ریزند و ۲۰ دقیقه روی حرارت کم می‌گذارند تا به روغن بنشیند.

## یخ‌ماست
یخ‌ماست را در تهران قدیم در روزهای زمستانی در حیاط می‌گذاشتند تا سرد شود و روی آن لایه‌ای یخ ببندد. اکنون این کار را در فریزر می‌توان انجام داد. این دسر را با ماست پرچرب، شکر، کشمش بی‌دانه، خلال بادام، مغز پسته نیم‌کوب، مغز گردو نیم‌کوب و گل‌گلاب تهیه می‌کنند.

### طرز تهیه یخ‌ماست
شکر را در ماست می‌ریزند و با قاشق چوبی می‌زنند تا حل شود. نیم پیمانه کشمش و از هر مغز یک قاشق اضافه می‌کنند. کمی گل‌گلاب کف‌مال می‌کنند و روی ماست می‌پاشند. در ظرف می‌ریزند و در فریزر می‌گذارند و قبل از اینکه تمام ماست یخ ببندد درمی‌آورند.